# مقاطعة أنابة
مقاطعة أنابة هي إحدى مقاطعات ولاية بنجشير في أفغانستان . يقدر عدد السكان في عام 2019 بـ19978 نسمة.

## خدمات

### الطبية
اعتبارًا من أغسطس 2021، مركز جراحي لضحايا الحرب تابع لمنظمة الطوارئ غير الحكومية الإيطالية في أنابة.